# Juicy
Juicy är hiphopartisten Notorious B.I.G:s första singel från albumet Ready to Die från 1994. Den producerades av Poke från Trackmasters och Sean "Puffy" Combs. Den utkom den 9 augusti 1994 och brukar räknas som en av de främsta hiphoplåtarna genom tiderna.
Textraden "and if you don't know, now you know" har återanvänts i musikalen Hamilton, och skapade ett viralt så kallat  "mic drop moment" när kongressledamoten Hakeem Jeffries använde citatet i den första riksrätten mot Donald Trump 2019.